# フランス軍中尉の女
『フランス軍中尉の女』（ふらんすぐんちゅういのおんな、The French Lieutenant's Woman）は、ジョン・ファウルズの長編小説、およびこれを原作とした1981年に製作・公開されたイギリス、アメリカ映画。

## 概要
カレル・ライスが監督、メリル・ストリープとジェレミー・アイアンズが主演した。原作には三種類の結末が書かれている。
主人公の女性は19世紀の化石収集家のメアリー・アニングをモデルとしている。

## キャスト
| 役名                                      | 俳優                     | 日本語吹替                                           |
| 役名                                      | 俳優                     | TBS版                                                |
| ----------------------------------------- | ------------------------ | ---------------------------------------------------- |
| アンナ/サラ・ウッドラフ                   | メリル・ストリープ       | 池田昌子                                             |
| マイク / チャールズ・ヘンリー・スミスソン | ジェレミー・アイアンズ   | 津嘉山正種                                           |
| エルネスティナ                            | リンジ―・バクスター      | 鷲尾真知子                                           |
| サム                                      | ヒルトン・マクレー       | 曾我部和恭                                           |
| メアリー                                  | エミリー・モーガン       | 鶴ひろみ                                             |
| トランター夫人                            | シャーロット・ミッチェル | 麻生美代子                                           |
| クローガン医師                            | レオ・マッカーン         | 藤本譲                                               |
| 不明 その他                               |                          | 池田勝 銀河万丈 千田光男 前田敏子 吉田理保子         |
|                                           |                          |                                                      |
| 演出                                      | 演出                     | 山田悦司                                             |
| 翻訳                                      | 翻訳                     | 入江敦子                                             |
| 効果                                      |                          |                                                      |
| 調整                                      |                          |                                                      |
| 制作                                      | 制作                     | 東北新社                                             |
| 解説                                      |                          |                                                      |
| 初回放送                                  | 初回放送                 | 1984年4月21日 『名作洋画ノーカット10週』 24:10-26:23 |

## スタッフ
- 監督：カレル・ライス
- 製作：レオン・クロア
- 脚色：ハロルド・ピンター
- 音楽：カール・デイヴィス
- 撮影：フレディ・フランシス
- 編集：ジョン・ブルーム
- プロダクションデザイン：アシャートン・ゴードン
- 美術：アラン・キャメロン、ノーマン・ドーム、テリー・プリチャード
- セット装飾：アン・モロ
- 衣裳：トム・ランド
- 録音：アイバン・シャーロック
- 指揮：カール・デイヴィス
- 字幕翻訳：戸田奈津子

## 映画賞受賞・ノミネーション
- 受賞
  - 英国アカデミー賞 主演女優賞：メリル・ストリープ
  - 英国アカデミー賞音響賞：ドン・シャープ、アイヴァン・シャロック、ビル・ロウ
  - ゴールデングローブ賞 主演女優賞 (ドラマ部門)：メリル・ストリープ
  - ロサンゼルス映画批評家協会賞主演女優賞：メリル・ストリープ
- ノミネーション
  - 英国アカデミー賞作品賞
  - 英国アカデミー賞 主演男優賞：ジェレミー・アイアンズ
  - 英国アカデミー賞監督賞：カレル・ライス
  - 英国アカデミー賞 撮影賞：フレディ・フランシス
  - 英国アカデミー賞脚本賞：ハロルド・ピンター
  - 英国アカデミー賞美術賞：アシャートン・ゴードン
  - 英国アカデミー賞編集賞：ジョン・ブルーム
  - 英国アカデミー賞衣裳デザイン賞：トム・ランド
  - アカデミー主演女優賞：メリル・ストリープ
  - アカデミー脚色賞：ハロルド・ピンター
  - アカデミー美術賞：アシャートン・ゴードン、アン・モロ
  - アカデミー編集賞：ジョン・ブルーム
  - アカデミー衣裳デザイン賞：トム・ランド
  - ゴールデングローブ賞 作品賞 (ドラマ部門)
  - ゴールデングローブ賞脚本賞：ハロルド・ピンター
  - セザール賞外国映画脚本賞：ハロルド・ピンター

## 原作の日本語訳
- 『フランス軍中尉の女』沢村灌訳. サンリオ、1982.3